# Мостовка (Тавдинский муниципальный округ)
Мостовка — деревня в Тавдинском городском округе Свердловской области. Административный центр Мостовского сельсовета.

## История
Мостовка была основана в 1931 году как населённый пункт для проживания раскулаченных крестьян, выселенных из Кубани, Украины и Белоруссии.

## География
Деревня находится в восточной части области, на расстоянии 21 километра к северо-востоку от города Тавда, на левом берегу реки Карабашка (левый приток реки Тавда).
Абсолютная высота — 56 метров над уровнем моря.

## Население
| 2002 | 2010 | 2021 |
| ---- | ---- | ---- |
| 288  | ↘190 | ↘141 |

Согласно результатам переписи 2002 года, в национальной структуре населения русские составляли 91 % из 288 чел.

## Улицы
Уличная сеть деревни состоит из 6 улиц и 3 переулков.